# Oilly Wallace

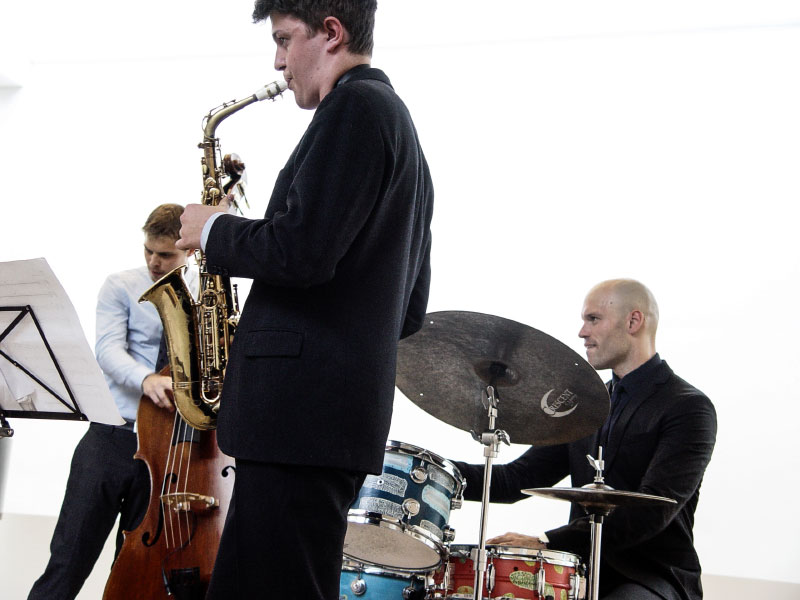
Oilly Wallace (2014, mit Snorre Kirk)

Oilly Wallace (* 1996) ist ein dänischer Jazzmusiker (Altsaxophon, auch Flöte).

## Leben und Wirken
Wallace, der in Kopenhagen aufwuchs, war bereits im Alter von 13 Jahren im Vergnügungspark Tivoli als Saxophonist angestellt. In der Folge ließ er sich von Größen wie Cannonball Adderley, Dexter Gordon und Charlie Parker inspirieren. Einem größeren Publikum wurde er zunächst als Mitglied des Snorre Kirk Sextett bekannt; dessen Album Europa wurde für den Danish Music Awards Jazz  als „Jazzalbum 2015“ nominiert. Seitdem hat er mit vielen Musikern in Dänemark gespielt, darunter Carsten Dahl, Winard Harper, Thomas Blachman, Lennart Ginman, Jan Harbeck, Kjeld Lauritsen, Per Gade, Jesper Løvdal, Ben Besiakov, Christina von Bülow und Ole Streenberg.  Zudem ist er Mitglied des in Berlin ansässigen Florian Menzel Quartetts. Mit der Kathrine Windfeld Big Band nahm er deren Album Aircraft auf, mit Sängerin Ellen Andersson deren Album I’ll Be Seeing You (Gyllene Skivan 2016).

## Diskographische Hinweise
- Fiol Sessions (Fiol Optik 2015)
- Oilly Wallace, Johannes Wamberg: Easy Living (Unity Rec 2016)
- Oilly Wallace Quartet: Live at Njord Distillery (Njord 2019, mit Zier Romme Larsen, Anders Krogh Fjeldsted, Malte Arndal)
- Oilly Wallace, Johannes Wamberg: Mosaïque (April 2020)